# Maquinaria de envasado
Consideraciones sobre el desarrollo de paquetes
Se conoce como maquinaria de envasado a las líneas de producción destinadas a la introducción del producto dentro de su envase y a la introducción de los envases en sus embalajes.
A la hora de seleccionar la maquinaria es fundamental tener en cuenta tanto el producto que se desea envasar como las necesidades de producción. Según el primer punto, se escogerá un tipo de equipamiento u otro y según el segundo, el nivel de automatización y la velocidad de la línea.
Para la selección de la maquinaria deben tenerse en cuenta también los siguientes puntos: capacidades técnicas, necesidades de personal, seguridad laboral, mantenimiento, nivel de servicio, fiabilidad, confiabilidad, capacidad de integrarse dentro de la línea de producción, coste del equipo, espacio requerido, flexibilidad, consumo de energía, calidad de los embalajes producidos, certificaciones (para alimentos, productos farmacéuticos, etc.), eficiencia, productividad, ergonomía, retorno de la inversión, etc.
Las máquinas de envasado pueden ser de los siguientes tipos:
- Envasadoras de blísteres
- Maquinaria para briks
- Maquinaria de limpieza, esterilización y enfriamiento
- Cintas transportadoras, transportadores de rodillo, agrupadores y maquinaria relacionada
- Maquinarias de alimentación, orientación y otras relacionadas
- Máquinas embotelladoras y otras de introducción de líquidos y productos pulverulentos
- Equipamiento para tapones de botellas, cerradoras
- Maquinaria de extrusión, llenado y soldadura de embalaje flexible
- Inspección, detección y comprobación de peso
- Maquinaria formadora, llenadora y selladora
- Otra maquinaria especial: cortadoras, perfodradoras, etc.
- Colocadoras y selladoras de film plástico
- Enfardadoras o envolvedoras, flejadoras y retractiladoras
- Etiquetadoras, impresoras láser
- Máquinas de final de línea para introducción del producto en su embalaje
- Paletizadoras, despaletizadoras, agrupadoras de lotes de paletizado

## Desarrollo de embalado
El diseño y desarrollo de paquetes a menudo se considera una parte integral del proceso de desarrollo de nuevos productos. Alternativamente, el desarrollo de un paquete (o componente) puede ser un proceso separado pero debe estar estrechamente vinculado con el producto que se va a empaquetar. El diseño del paquete comienza con la identificación de todos los requisitos: diseño estructural, marketing, vida útil, garantía de calidad, logística, legal, regulatorio, diseño gráfico, uso final, ambiental, etc. 
Los criterios de diseño, desempeño (especificados mediante las pruebas del paquete), es necesario establecer y acordar objetivos de tiempo de finalización, recursos y limitaciones de costos. Los procesos de diseño de paquetes a menudo emplean creación rápida de prototipos, diseño asistido por computadora, fabricación asistida por computadora y automatización de documentos.

## Maquinaria para introducción del producto en el envasado
La primera fase del envasado consiste en la introducción de manera efectiva del producto dentro de su envase: botellas, botes, latas, briks, blísteres, embalaje flexible, etc. En un segundo estadio, los envases son agrupados e introducidos en sus respectivos embalajes que, finalmente, son cerrados y paletizados.
Dentro de este tipo de maquinaria podemos distinguir:
- Embandejadoras. Desde un almacén de planchas de cartón, se deslizan una a una hasta un puesto de formación. En este proceso se aplica cola caliente (hot melt) en las solapas de cierre de la bandeja. Entonces, un molde desciende para formar la bandeja en tres de sus caras. En la siguiente fase, los envases debidamente agrupados son empujados sobre la bandeja que, finalmente, se cierra. Las embandejadoras se suelen combinar con aplicadores de film retráctil y hornos en los que se ajusta alrededor del producto.
- Formadoras de caja de solapas. Forman las cajas de solapas y cierran las solapas inferiores aplicándoles cola caliente o pegando una cinta de precinto.
- Encajadoras en caja de solapas. Introducen el producto previamente agrupado dentro de las cajas de solapas. Esta operación puede hacerse de tres maneras: 
  - Encajado lateral. La caja de solapas es abierta en posición horizontal y el producto previamente agrupado es deslizado en su interior. Luego, se cierra la caja tanto en su parte superior como inferior.
  - Encajado superior. El producto se introduce en la caja por medio de un equipo de prensión. Se utiliza, por ejemplo, en el envasado de botellas.
  - Encajado inferior. La caja desciende verticalmente sobre el producto.
- Formadoras y envasadoras en Wrap Around. El envasado en Wrap Around se realiza básicamente de dos formas:
  - El embalaje se forma parcialmente montando dos de sus caras y el producto previamente agrupado se introduce en el mismo de lateral. Finalmente, la caja se cierra tanto en su cara superior como con las solapas laterales.
  - Se forma por completo la base del embalaje y entonces se introduce el producto, bien por gravedad, a granel, bien por medio de brazos robóticos, por el sistema pick and place. Finalmente, se cierra el embalaje.

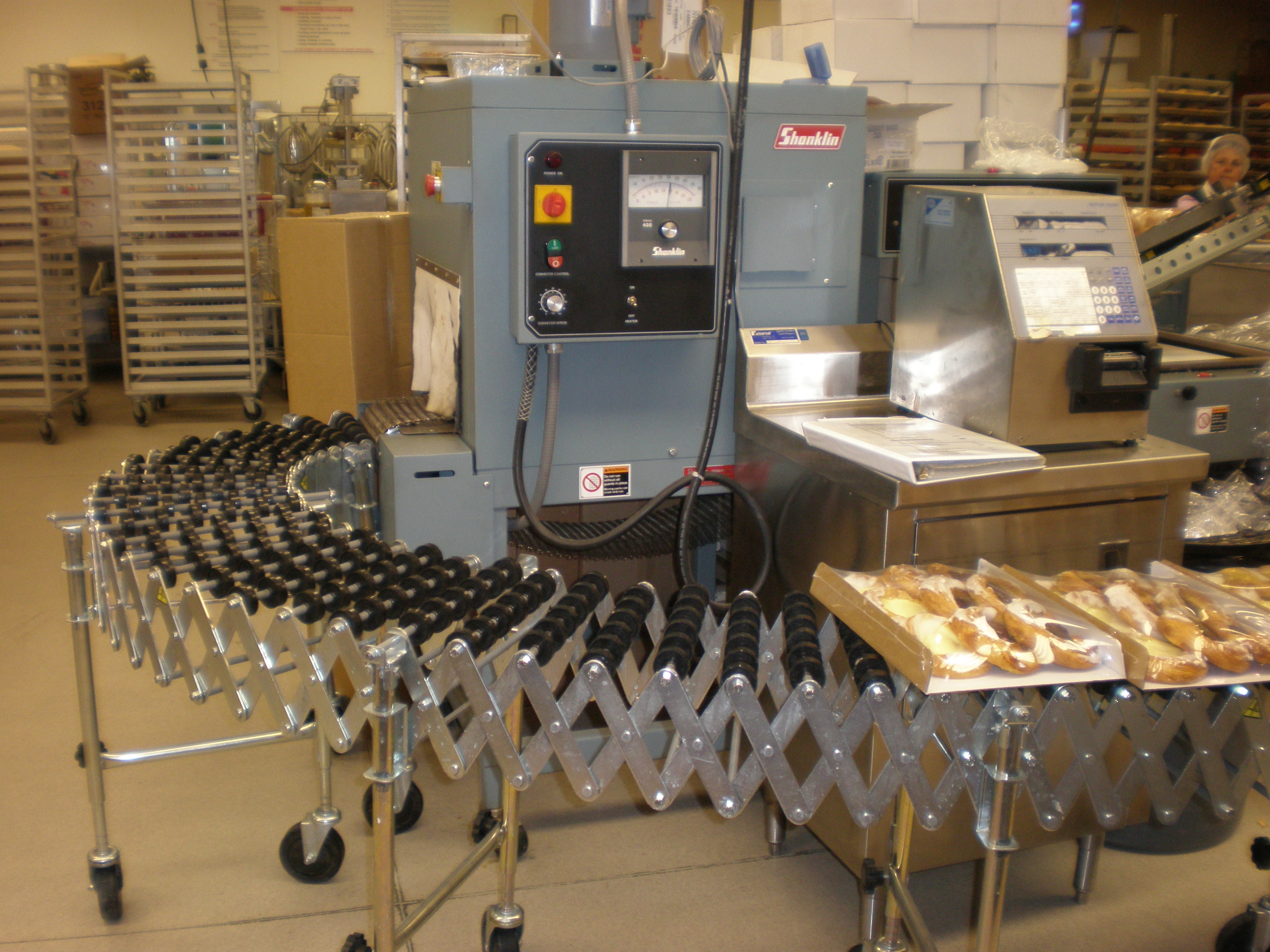
Aplicador de film plástico para bollería, horno de sellado y curva transportadora
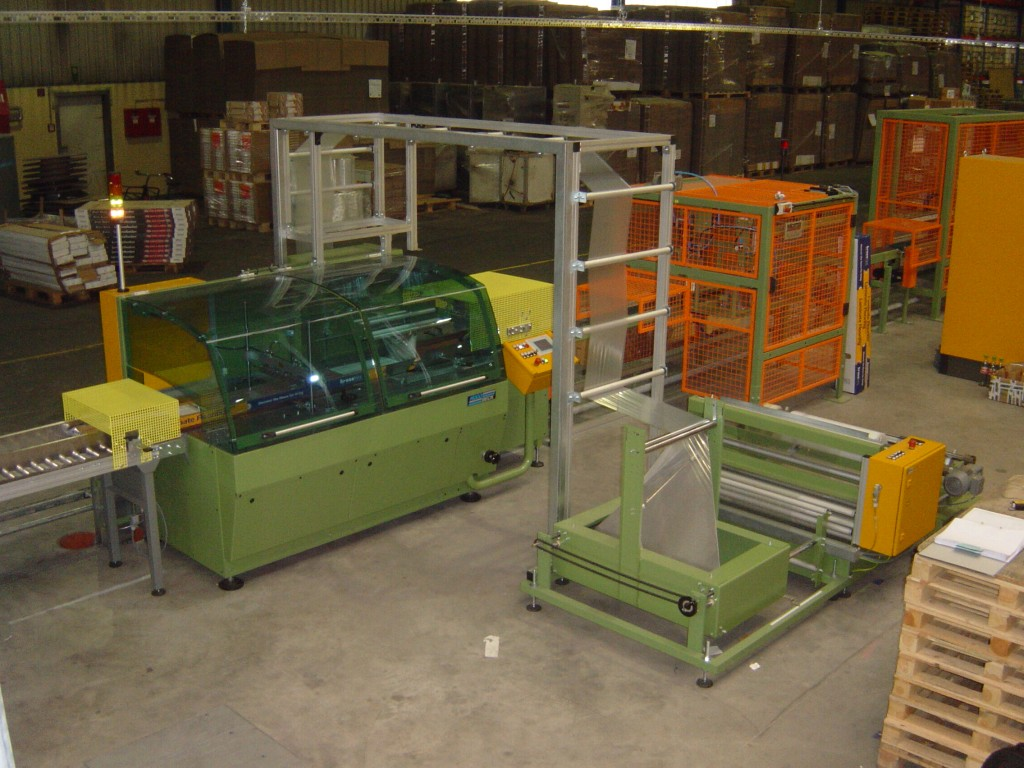
Aplicadora de film plástico
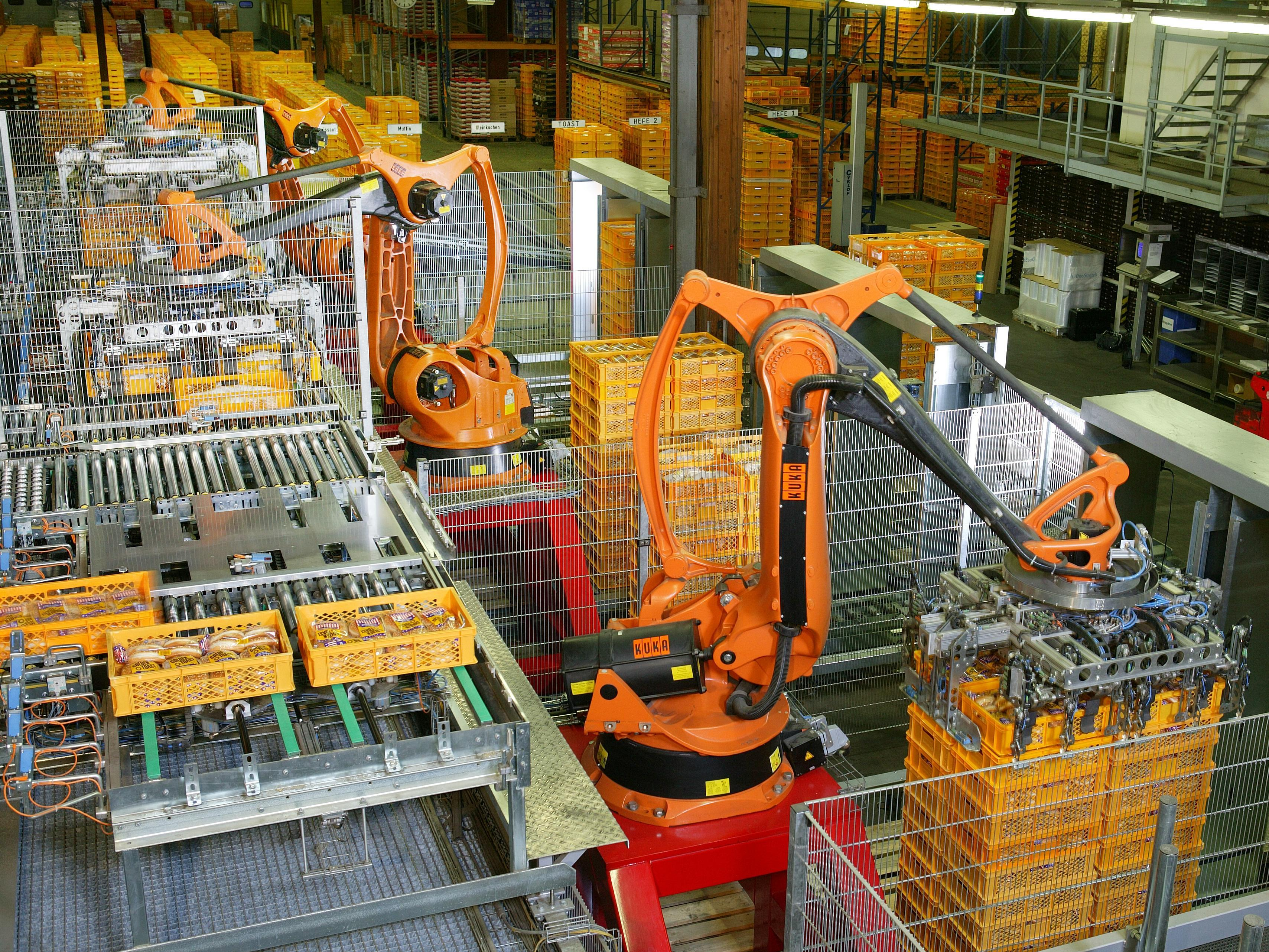
Robots utilizados para paletizar pan